# Лефевр, Николя
Николя Лефевр (1615—1669) — французский химик и алхимик, автор «Курса химии» (фр. Traité de la chymie, 1660). Родился в Седане. Впервые обосновал идею научности химии, разделив её на философский и фармакологический (ятрохимический) уровень. Задачe философской (теоретической) химии он усматривал в изучении превращения веществ («трансмутации элементов»). После 1660 года эмигрировал в Англию, где стал членом Лондонского королевского общества. Лефевр разработал первый способ промышленного получения серной кислоты. Также в его трудах содержится подробное описание получения никотина.